# Mu'a (Tongatapu)
Mu'a là một thành phố nhỏ ở các huyện Hahake (phía đông) trên đảo Tongatapu, và nó đã là kinh đô nhiều năm của Tonga. Nó được chia thành các làng Lapaha và Tatakamotonga, nằm gần Talasiu và nổi tiếng với các cổ langi (các ngôi mộ chôn cất hoàng gia).
Mu'a nằm dọc theo phía đông của đầm phá Tongatapu. Ngoại trừ một vùng rộng từ 50 mét đến 200 mét dọc theo bờ biển là vùng đất bùn thấp (ngày nay phần lớn được chôn lấp bằng đá), phần còn lại của làng là trên cao, vùng đất đỏ núi lửa màu mỡ.
Theo điều tra dân số năm 1996, thành phố này có 3.900 người.
Hầu hết mọi người của Lapaha là tín đồ Công giáo Rôma.
Tatakamotonga có một trường tiểu học của chính phủ nằm ở phía tây bắc của làng và trường trung học của các nhà thờ Wesleyan (Tapunisiliva, chi nhánh phía đông của trường trung học Tupou) ở phía đông bắc. Lapaha có một trường tiểu học của chính phủ và trường trung học của nhà thờ Công giáo La Mã (Takuilau) ở cuối phía đông của làng.